# Kanton Angers-4
 Angers-4 is een kanton van het Franse departement Maine-et-Loire. Het kanton maakt deel uit van het arrondissement  Angers.
In 2020 telde het 42.884 inwoners.

Het kanton werd gevormd ingevolge het decreet van 26 februari 2014 , met uitwerking op 22 maart 2015, met Angers als hoofdplaats.

## Gemeenten
Het kanton omvatte bij zijn oprichting volgende gemeenten:
- Angers  (noordwestelijk deel)
- Avrillé
- La Meignanne
- La Membrolle-sur-Longuenée
- Montreuil-Juigné
- Le Plessis-Macé

Op 1 januari 2016 werden de gemeenten La Meignanne, La Membrolle-sur-Longuenée en Le Plessis-Macé (uit kanton Angers-4) en Pruillé (uit kanton Tiercé) samengevoegd tot de fusiegemeente (commune nouvelle) : Longuenée-en-Anjou. De gemeente blijft verdeeld over de twee kantons.